# 彭冠英
彭冠英（1986年2月18日—），中国大陸演员，2011年以都市情感劇《裸婚時代》正式進入演藝圈，代表作有《蘭陵王妃》，《陽光之下》，網路劇《不期而至》，《聽說你喜歡我》等劇。

## 生平
1986年生於吉林省长春市，北京电影学院2006级表演系本科畢業。因出演《因为爱情有多美》和《因为爱情有奇迹》而被廣為人知。2016年凭借古装偶像剧《兰陵王妃》收获较高人气。 在2020年播出的《阳光之下》中饰演的封潇声/申世杰，用演技和角色相辅相成，向观众展示了一个不一样的「霸总」，也被戏称为「投胎式」选角和「扣书式」、「劇拋臉」演技。
此劇後彭冠英在螢幕形象和演技高度突破，在觀眾心中留下強烈印象。
原著小說書迷稱「彭冠英之後再無封瀟聲(傅慎行)」，「行走的霸道總裁」、「西裝暴徒」！
隨著《不期而至》、《聽說你喜歡我》熱播，收獲更多人氣，2023年4月最新作品「薄冰」在湖南衛視開播！

## 影视作品

### 电视剧
| 首播年份 | 剧名            | 角色                          | 备注                   |
| 2011年   | 裸婚时代        | 杜毅                          |                        |
| 2012年   | 浮沉            | 陈川                          |                        |
| 2012年   | 时尚女编辑      | 小王                          |                        |
| 2013年   | 小儿难养        | 吴迪                          |                        |
| 2013年   | 我叫郝聪明      | 赵西川                        | 网剧                   |
| 2013年   | 因为爱情有多美  | 叶南迪                        |                        |
| 2013年   | 女人帮          | 韦光正                        | 网络剧                 |
| 2013年   | 正义的重量      | 张宝剑                        | 又名"最后防线"         |
| 2014年   | 因为爱情有奇迹  | 齐霁                          |                        |
| 2016年   | 兰陵王妃        | 宇文邕                        |                        |
| 2017年   | 九州·海上牧云记 | 牧云合戈                      |                        |
| 2018年   | 小棉袄          | 花冲                          |                        |
| 2019年   | 爱上你，治愈我  | 陈一凡                        |                        |
| 2019年   | 长安十二时辰    | 秦征                          |                        |
| 2019年   | 绝境铸剑        | 陈天佑                        |                        |
| 2020年   | 亲爱的自己      | 刘洋                          |                        |
| 2020年   | 阳光之下        | 封潇声(傳慎行)/申世杰(沈知節) | 改编自小说《掌中之物》 |
| 2022年   | 將愛之因為愛情  | 郭艾伦                        | 2011年拍攝             |
| 2022年   | 婚姻的两种猜想  | 杨争                          |                        |
| 2022年   | 不期而至        | 譚深/高峻                     | 网络剧                 |
| 2023年   | 听说你喜欢我    | 宁至谦                        |                        |
| 2023年   | 薄冰            | 陈浅                          |                        |
| 2023年   | 白色城堡        | 王扬鸣                        |                        |
| 2024年   | 但愿人长久      | 周台生                        | 2018年拍攝             |
| 2024年   | 玫瑰的故事      | 庄国栋                        |                        |
| 待播     | 青簪行          | 李舒白                        | 接替吳亦凡的角色       |
| 待播     | 爱无痕          | 张君祥                        | 2015年拍攝             |
| 待播     | 深海            | 方子键                        | 2017年拍攝             |
| 待播     | 逆光者          | 谢岚山                        | 网络剧                 |
| 待播     | 海边的秘密      | 呂逐                          | 网络剧                 |

### 电影
| 上映年份 | 电影名   | 角色 | 备注 |
| 2018年   | 破梦游戏 | 教授 | 客串 |

## 註腳
1. ↑  《愛有奇迹》編劇下狠「虐」彭冠英 的存檔，存档日期2014-12-19.

## 外部連結
- 彭冠英的新浪微博
- 彭冠英的Instagram帳戶
- 彭冠英在豆瓣上的资料（简体中文）